# Vöröshagyma
A vöröshagyma (Allium cepa) az amarilliszfélék családjába tartozó növényfaj. Közép-Ázsiából került Magyarországra; ősrégi konyhai fűszer, amely a főtt és sült ételeink egyik legkedveltebb ízesítője.

## Elnevezései
A magyar tájnyelvi elnevezései közül a hajma, a vereshagyma, a zsidószalonna és a mózespecsenye a legismertebbek.

## Jellemzése
Hagymával áttelelő, fajtától függően kétéves vagy évelő növények. Levelei és tőkocsánya üregesek, a levelek hengeresek. Virágzata gömb alakú ernyő, melyet korai állapotban világoszöld színű fellevél takar. A virágok 3 tagúak, leplesek. A termés tok, magjai feketék.

## Termesztése
A vöröshagyma az egyik legfontosabb és legelterjedtebb növény a világon. 2021-ben a vöröshagymát több mint 130 országban termesztették, és az éves termés mennyisége meghaladta a 108 millió tonnát.
A világ legnagyobb vöröshagyma termelői közé tartozik India, Kína, Egyiptom, az USA és Törökország. Ezek az országok a 2021-es termelésük alapján az első öt helyen álltak. 2021-ben India, Kína és Egyiptom az éves termés felét (50%) adták a világ vöröshagyma termelésének.

## Gyógyhatása
| Energia 40 kcal 166 kJ |         |
| Szénhidrátok | 9.34 g  |
| - Cukrok 4.24 g |         |
| - Étkezési rostok 1.7 g |         |
| Zsír | 0.1 g   |
| - telített 0.042 g |         |
| - egyszeresen telítetlen 0.013 g                                                                                                |         |
| - többszörösen telítetlen 0.017 g                                                                                               |         |
| Fehérje | 1.1 g   |
| Víz | 89.11 g |
| A-vitamin ekviv. 0 μg | 0%      |
| Tiamin (B1-vitamin) 0.046 mg | 4%      |
| Riboflavin (B2-vitamin) 0.027 mg                                                                                                | 2%      |
| Niacin (B3-vitamin) 0.116 mg | 1%      |
| B6-vitamin 0.12 mg | 9%      |
| Folsav (B9-vitamin) 19 μg | 5%      |
| B12-vitamin 0 μg | 0%      |
| C-vitamin 7.4 mg | 9%      |
| E-vitamin 0.02 mg | 0%      |
| K-vitamin 0.4 μg | 0%      |
| Kalcium 23 mg | 2%      |
| Vas 0.21 mg | 2%      |
| Magnézium 0.129 mg | 0%      |
| Foszfor 29 mg | 4%      |
| Kálium 146 mg | 3%      |
| Nátrium 4 mg | 0%      |
| Cink 0.17 mg | 2%      |
| A százalékos értékek az amerikai felnőttek számára javasolt napi mennyiségre (RDA) vonatkoznak. Forrás: USDA tápanyag adatbázis |         |

Illóolajat, B-, és C-vitaminból 30 mg/100 g-ot (de a zöldhagyma még ennél is többet), pektint, guvertint is tartalmaz. A jellegzetes csípős ízét és illatát egy kéntartalmú vegyület, a diallil-diszulfid adja. Ennek a hatóanyagnak baktériumölő hatása van, ezért a meghűléses időkben a fertőzések megelőzésére is használták.
Gyógyhatású szerként bélféregűzésre, vizelethajtásra, étvágygerjesztésre, megfázásos tünetek, és köhögés enyhítésére, illetve vércukor csökkentésére is használják. A fertőzéses orrmelléküreg-gyulladás (sinusitis) tüneteit is csökkenti.
Szoptatós anyák kerüljék az erősen hagymás ételek fogyasztását, mert az illóolaj-aromák átmennek a tejbe.

## Felhasználása
Tavasszal zöldhagymaként fogyasztjuk, ilyenkor feltöltögetjük.
Ugyanazt jelenti a halványítjuk, itt a halványítjuk szó a szakkifejezés, de ezt hajtatásnak is nevezik. Ez azt jelenti, hogy amikor már majdnem teljesen kifejlődött növény köré földet raknak, a további növekedés folyamán (a föld alatti rész) fehér színűvé válik. Így a felhasználás szempontjából megfelelőbb, kívánatosabb élvezeti érték érhető el, mert a hajtatással a nagyobb fehér rész elérése a cél. A hagymahéj a hagyma külső levelei, amik az érés során elszáradnak, megbarnulnak, ezt a barna héjat vízben felforralva használják, elsősorban gyógyteaként. Húsvétkor a húsvéti tojások festésére, miközben a tojások is keményre főnek. Egyes helyeken éles késsel mintázatokat kaparnak a tojásra, majd zsírral, szalonnabőrrel fényesítik azt. Más helyeken vékony írópálcával, viasszal rajzolják meg a díszítéseket, amelyet a főzés közben nem festi meg a hagymahéj főzete (tojáshéjszínű marad).

## Tárolása
Kiszedése után utánszárítjuk, a gyökerektől, fellevelektől megszabadítjuk, felfűzve, vagy csak száraz szellős (padlástérben) hosszú ideig tárolható, így egész évben használhatjuk, de szeletelt szárítmányként akár évekig is eltartható.

## Fajtái
Nagyon sok fajtája van. Nálunk és az egész világon is híres a makói vöröshagyma, amely kellemes aromája és kevésbé csípős íze miatt kedvelt.
|                    |                                                                                 |                                                                                          |                                                                                               |                               |
| Megnevezés         | Fajta                                                                           | Termőképessége                                                                           | Jellemzése                                                                                    | Tárolhatósága                 |
| Alsógödi           | Egyéves, magról termeszthető konstans fajta                                     | Nagy termőképességű, hosszú tenyészidejű.                                                | Hagymája felül lapos, alul kissé megnyúlt alakú, héja barna. Szárazanyag-tartalma alacsony.   | Közepesen tárolható fajta.    |
| Aroma              | Egyéves, magról termeszthető konstans fajta.                                    | Termőképessége közepes. Közepes tenyészidejű.                                            | Szárítóipari feldolgozásra alkalmas. Hagymája gömb alakú, héja barna színű                    | közepesen tárolható fajta.    |
| Favorit            | Egyéves fajta, magról termeszthető konstans.                                    | Tenyészideje rövid, közepes termőképességű.                                              | Szárazanyag-tartalma alacsony. Hagymája gömb alakú, héja barna                                | közepesen tárolható.          |
| Fertődi ezüstfehér | Egyéves, magról termeszthető konstans fajta.                                    | Rövid tenyészidejű, közepes termőképességű.                                              | Hagymája lapos, héjszíne fehér. Zöld- vagy főzőhagyma termesztésre alkalmas                   | tárolhatósága rossz.          |
| GK Makolor         | Egyéves, frissfogyasztásra és szárítóipari feldolgozásra alkalmas               | Magas szárazanyag-tartalmú, kiváló fűszerező értékű.                                     | Terméshozama közepes. Bronzbarna héjú.                                                        | Jól tárolható.                |
| Glóbus             | Áttelelő fajta, középhosszú tenyészidejű.                                       | Vetésideje: szeptember. Felmagzásra nem hajlamos, télállósága jó.                        | Hagymája gömb alakú, barna héjú.                                                              | Jól tárolható.                |
| Góliát             | Dughagymáról termeszthető, nagyon hosszú tenyészidejű fajta.                    | Alacsony szárazanyag-tartalmú, nagy, gömb alakú, sötétsárga héjú hagymákat fejleszt.     | Folyamatos öntözés mellett kellemes, nem csípős ízű.                                          | :                             |
| Makó 104           | Egyéves, magról termeszthető konstans fajta.                                    | Termőképessége alacsony. Szárítóipari feldolgozásra alkalmas.                            | Rövid tenyészidejű.Hagymája gömb alakú, héja bronz színű.                                     | Jól tárolható fajta.          |
| Makói bronz        | Egyéves, magról termeszthető konstans fajta.                                    | Jelenleg az ország egyik fő fajtája. Hosszú tenyészidejű, alacsony szárazanyag-tartalmú. | Hagymája gömb alakú, bronzbarna a héja.                                                       | Jól tárolható.                |
| Makói CR           | A Makói fajta úgynevezett klímarezisztens változata, dughagymáról termeszthető. | A hagyma tulajdonságai a Makóival közel azonosak                                         | felmagzásra alig hajlamos, ezért márciusban is ültethető.                                     | Jól tárolható.                |
| Makói fehér        | a Makói fajta fehér színű változata, dughagymáról termeszthető.                 | Termőképessége alacsony-közepes, szárazanyag-tartalma magasabb.                          | A hagymák gömb alakúak, héjuk fehér, zöldülésre hajlamos.                                     | Hosszú ideig tárolható.       |
| Makói              | Dughagymáról termeszthető, termőképessége alacsony, vagy közepes.               | Szárazanyag-tartalma magasabb.                                                           | A hagymák gömb alakúak, bronzbarnák. Felmagzásra hajlamos, ezért a dughagymát hőkezelni kell. | Ültetése: április eleje.      |
| Makométa           | nagy hozamú egyéves fajta                                                       | hosszú tenyészidejű, ezért korán kell vetni.                                             | Nagy termésátlagú. Héjszíne bronz.                                                            |                               |
| Pannónia           | Egyéves, magról termeszthető konstans fajta.                                    | Nagy termőképességű, hosszú tenyészidejű.                                                | Hagymája gömb alakú, héjszíne bronzbarna.                                                     | Azonos a Makói bronz fajtával |
| Piroska            | Egyéves, több levelű                                                            | Gépi feldolgozást jól tűrő, jól tárolható                                                | Enyhén lapított.                                                                              |                               |
| Sonkahagyma        | Egyéves, magról termeszthető konstans fajta, úgynevezett salátahagyma.          | Közepes termőképességgel és tenyészidővel rendelkezik.                                   | Hagymája hosszú, megnyúlt alakú, sárgásbarna héjú.                                            |                               |
| Tétényi rubin      | Magról termeszthető konstans fajta.                                             | Termőképessége nagy, tenyészideje hosszú.                                                | Hagymája felül kissé lapított gömb alakú, héjszíne lila.                                      | Közepesen tárolható.          |
| Tisza I.           | Áttelelő fajta, hosszú tenyészidejű.                                            | Vetésére augusztus végén kerül sor.                                                      | Felmagzásra kevésbé hajlamos, télállósága jó. Hagymája gömb alakú, héja sárgásbarna           | Viszonylag jól tárolható.     |

Recept: 
(így is lehet csinálni, és másképp is):
A lila hagymát összeaprítjuk, és felhevített vajon, vagy olajon, olívaolajon megfonnyasztjuk. Aztán mézet adunk hozzá; némi türelem után pedig balzsamecetet.
Megfűszerezzük például kakukkfűvel, sózzuk, borsozzuk, és felöntjük vörösborral. Főzzük lassan, sokáig, kavargatjuk, szemmel tartjuk.
A hagymalekvár akkor készült el, amikor lekvár állagúvá válik.

## Fontosabb kártevők és betegségek
- hagymalégy
- fuzáriumos betegség
- hagyma peronoszpóra
- hagyma botrítiszes betegsége